# NGC 2448
NGC 2448 (другое обозначение — ESO 493-**8) — группа звёзд в созвездии Кормы. Открыта Джоном Гершелем в 1831 году.
Хотя объект при открытии был принят за рассеянное звёздное скопление, он, по всей видимости, является не скоплением, а лишь небольшой случайной группой звёзд.
Этот объект входит в число перечисленных в оригинальной редакции «Нового общего каталога».